# فرابر سیکس مینتس
فرابر سیکس مینتس (به انگلیسی: Six Minute ferries) یک کشتی است که طول آن ۲۱۶٫۷ فوت (۶۶٫۱ متر) می‌باشد. این کشتی  در سال ۱۹۲۲ ساخته شد.